# Loutionao
Loutionao est une localité située dans le département de Kampti de la province du Poni dans la région Sud-Ouest au Burkina Faso.

## Géographie
Loutionao se trouve à 27 km au sud-est de Kampti, le chef-lieu du département, à 2 km au sud-est de Passéna, ainsi qu'à 3 km au sud de la principale ville de la zone, Guirina.

## Santé et éducation
Le centre de soins le plus proche de Loutionao est le centre de santé et de promotion sociale (CSPS) de Passéna tandis que le centre médical est à Kampti et que le centre hospitalier régional (CHR) de la province se trouve à Gaoua.